# SING A SONG (福山雅治のアルバム)
『SING A SONG』（シング・ア・ソング）は、福山雅治7枚目のオリジナル・アルバム。1998年6月24日発売。制作・販売はBMGジャパン（現・Ariola Japan）。

## 概要
1996年以降、レギュラーラジオ番組やフジテレビ系月9ドラマ『ひとつ屋根の下2』への出演はあったものの、音楽活動はおよそ2年半休止状態にあった福山雅治が本格的な音楽活動再開後はじめて発表したオリジナル・アルバム。テレビにて、アルバムの発売告知スポットで「4年間、行方不明だった福山雅治（29）が、昨夜この辺りで発見されました。」（前作『ON AND ON』から4年が経過していたため）と宣伝していた。
収録曲のうち「Heart」、「you」、「僕らの愛は今日も忙しい」、「Hard Luck Lover」、「遠い旅」は、福山が常盤貴子とダブル主演したTBS系金曜ドラマ『めぐり逢い』の劇中でインストゥルメンタルとして使用され、サウンドトラック盤『more』に収録している。
アルバム・ブックレットに封入されているレビューは前田祥文と、1995年にフジテレビ系月9ドラマ『いつかまた逢える』で共演した今田耕司が執筆している。
アルバム発売に先駆けて、6月12日に青山スパイラルホールでマスコミ・ディーラーなど関係者約400名を集めて『「SING A SONG」発表コンベンション』が開かれ、アコースティック編成でのライブを行った。このライブから「愛は風のように」、「you」、「Good Job」の音源は、2001年発売のライブアルバム『fukuyama masaharu acoustic live best selection "Live Fukuyamania"』に収録している。

## 収録曲
| 全作詞・作曲: 福山雅治。 |                                  |           |            |                    |      |
| #                        | タイトル                         | 作詞      | 作曲・編曲 | 編曲               | 時間 |
| 1.                       | 「愛は風のように」               | 福山雅治  | 福山雅治   | 小原礼             | 4:33 |
| 2.                       | 「Heart」                        | 福山雅治  | 福山雅治   | 富田泰弘・福山雅治 | 4:49 |
| 3.                       | 「Good Job」                     | 福山雅治  | 福山雅治   | 佐橋佳幸           | 4:06 |
| 4.                       | 「you」                          | 福山雅治  | 福山雅治   | 富田泰弘           | 4:45 |
| 5.                       | 「僕らの愛は今日も忙しい」       | 福山雅治  | 福山雅治   | 小原礼             | 3:46 |
| 6.                       | 「You Can Dance」                | 福山雅治  | 福山雅治   | 富田泰弘           | 3:57 |
| 7.                       | 「遠い旅」                       | 福山雅治  | 福山雅治   | 富田泰弘・福山雅治 | 4:14 |
| 8.                       | 「Hard Luck Lover」              | 福山雅治  | 福山雅治   | 小原礼             | 5:01 |
| 9.                       | 「80 Proof」                     | 福山雅治  | 福山雅治   | 富田泰弘・福山雅治 | 5:14 |
| 10.                      | 「巻き戻した夏」                 | 福山雅治  | 福山雅治   | 松本晃彦           | 4:44 |
| 11.                      | 「Like A Hurricane (Album Mix)」 | 福山雅治  | 福山雅治   | 松本晃彦           | 4:44 |
| 12.                      | 「Fellow」                       | 福山雅治  | 福山雅治   | 小原礼             | 3:57 |
| 合計時間:                | 合計時間:                        | 合計時間: | 53:50      |                    |      |

### 楽曲解説
1. 愛は風のように
1972年発表のBUZZの「ケンとメリー〜愛と風のように〜」に触発されて書き下ろした楽曲[3][注釈 1]。
ライブアルバム『fukuyama masaharu acoustic live best selection "Live Fukuyamania"』と30thシングル「誕生日には真白な百合を／Get the groove」にライブ音源を収録している。
2012年には東芝企業CM「社会のecoスタイル」CMソングに起用された。
2. Heart
12thシングル「Heart／you」の1曲目。TBS系金曜ドラマ『めぐり逢い』主題歌。
3. Good Job
日本高速通信「テレウェイBANGO!」CMソング。CMには福山も出演した。
ライブアルバム『fukuyama masaharu acoustic live best selection "Live Fukuyamania"』と30thシングル「誕生日には真白な百合を／Get the groove」にライブ音源を収録している。
4. you
12thシングル「Heart／you」の2曲目。TBS系金曜ドラマ『めぐり逢い』イメージソング。
本作で最初に完成された楽曲[3]。
5. 僕らの愛は今日も忙しい
6. You Can Dance
7. 遠い旅
ライブアルバム『fukuyama masaharu acoustic live best selection "Live Fukuyamania"』にライブ音源を収録している。
8. Hard Luck Lover
9. 80 Proof
10. 巻き戻した夏
ライブアルバム『fukuyama masaharu acoustic live best selection "Live Fukuyamania"』にライブ音源を収録している。
11. Like A Hurricane (Album Mix)
12thシングル「Heart／you」のカップリング。アルバム収録に際してリミックスしている。
1998年9月9日から開催した全国ツアー『WE'RE BROS. TOUR '98 "LIKE A HURRICANE"』のツアー・タイトルになっている。
12. Fellow
故郷を想う歌詞になっており、2000年・2009年に長崎市稲佐山公園野外ステージで開催したライブで演奏した。

## ミュージシャン
| 愛は風のように - Bass:小原礼 - Guitar:是永巧一 - Electric Piano, Organ & Mandolin:KYON - Acoustic Guitar:吉川忠英 - Drums:TODD ROPER - Chorus:木戸やすひろ/比山貴咏史 Heart - Synthesizer programming:森安信夫 - Keyboards:富田素弘 - Bass:荻原基文 - Guitar:鎌田ジョージ - Acoustic Guitar:福山雅治 - Chorus:山根麻以 - Strings quartet:金原千恵子Strings group Good Job - Synthesizer programming:石川鉄男 - Keyboards & Oragan:柴田俊文 - Guitar & Chorus:佐橋佳幸 - Bass:有賀啓雄 - Drums:江口信夫 - Percussion:田中倫明 you - Synthesizer programming:森安信夫 - Keyboards:富田素弘 - Bass:荻原基文 - Guitar:小倉博和 - Strings quartet:金原千恵子Strings group 僕らの愛は今日も忙しい - Synthesizer programming:松武秀樹 - Bass & Drum sampling:小原礼 - Acoustic Guitar:吉川忠英/福山雅治 - Gut & Electric Guitar:松原正樹 - Accordion:KYON - Percussion:浜口茂外也 You Can Dance - Synthesizer programming:森安信夫 - Acoustic Guitar:富田素弘/福山雅治 - Guitar:是永巧一 - Bass:荻原基文 - Percussion:田中みどり - Chorus:山根麻衣/山根栄子/山根サトル/中山みさ/高尾直樹/桜田菊代 | 遠い旅 - Synthesizer programming:森安信夫 - Acoustic Guitar:富田素弘 - Guitar:是永巧一 - Fretless Bass:美久月千晴 - Percussion:浜口茂外也 - Drums:山木秀夫 - Soplano Sax:小池修 Hard Luck Lover - Synthesizer programming:松武秀樹 - Keyboards:KYON - Bass:小原礼 - Guitar:是永巧一 - Drums:島村英二 - Chorus:山根麻衣/山根栄子 80 Proof - Synthesizer programming:森安信夫 - Keyboards & Acoustic Guitar:富田素弘 - Bass:荻原基文 - Guitar:鎌田ジョージ 巻き戻した夏 - Synthesizer programming:森下晃 - Keyboards:松本晃彦 - Bass:荻原基文 - Guitar:古川昌義 - Drums:江口信夫 - Strings:6・6・4・4 桑野聖Strings Group - Chorus:西司 Like A Hurricane (Album Mix) - Synthesizer programming:森下晃 - Keyboards:松本晃彦 - Bass:荻原基文 - Guitar:西川進 - Drums:江口信夫 - Saxophone:山本拓夫 - Chorus:西司/福山雅治 Fellow - Synthesizer programming:松武秀樹 - Keyboards:KYON - Bass:小原礼 - Drums:島村英二 - Guitar:是永巧一 - Steel Guitar:駒沢裕城 |